# Charles Humbert (peintre)
Pour les articles homonymes, voir Charles Humbert et Humbert.
Charles Auguste Humbert, né au Locle le 4 mars 1891 et mort à La Chaux-de-Fonds le 30 mars 1958, est un peintre, illustrateur et bibliophile suisse.

## Biographie
Charles Humbert passe les premières années de sa scolarité dans sa ville natale. Son père, Auguste Charles Humbert-Droz, dit Walter, graveur, reprend en 1900 l'exploitation du café-restaurant Le Casino au Locle. En 1912, à la suite de l'installation de la famille à La Chaux-de-Fonds, Auguste Charles exploite le café des Forains, par la suite nommé brasserie Auguste Humbert. Le père de Charles meurt en 1915. La mère de Charles, Anne-Marie Walter, mère au foyer, reprend à la mort de son mari l'exploitation du café,. Charles Humbert a un frère : Gaston. Il devient chef de cuisine et travaille entre autres à Saint-Moritz et à Zermatt. Les deux frères sont très proches comme en témoigne la correspondance échangée. Charles réalise parfois la décoration des menus de Gaston lors de repas privés entre amis.
De retour à La Chaux-de-Fonds en 1914 après un passage en Italie et à Paris, Charles Humbert s'y fixe définitivement. Grâce à son adhésion au groupe des Ateliers d'art réunis, il acquiert peu à peu une clientèle. Bien introduit dans le milieu d'industriels qui exerçait à l'époque un mécénat important, il rencontre dans ce cercle de nombreux artistes, interprètes et hommes de lettres.
En 1920, Charles Humbert épouse Madeleine Woog, fille de juifs alsaciens et également artiste. Son épouse l'accompagne dans toutes ses expériences artistiques et ils partagent les mêmes passions. Les années de vie communes sont synonymes d'une grande créativité artistique chez le peintre. Malade depuis 1926, son épouse meurt en 1929.
Son décès marque une étape dans la vie de Charles Humbert. Il se consacre dès lors totalement à son travail ; il peint beaucoup et réalise de temps en temps des décors et des costumes pour les pièces de théâtre de Jean-Paul Zimmermann. Charles Humbert expose régulièrement, c'est un artiste reconnu et respecté dans la région mais sa notoriété ne dépassera pas celle-ci.  Malade, Charles Humbert meurt le 30 mars 1958.

## Œuvre

### Œuvre picturale
Charles Humbert montre un intérêt et un talent précoce pour l'art. Encouragé par son professeur de dessin, il étudie l'art au cours supérieur de l'école d'art de La Chaux-de-Fonds sous la direction de Charles L'Eplattenier de 1905 à 1911. En 1911, il obtient à Neuchâtel le brevet d'enseignement du dessin. Il part alors pour l'Italie afin de compléter sa formation artistique. Il y découvre l'art de la Renaissance italienne et il s'initie à la mosaïque à Ravenne, art qui le fascine et qui va marquer son œuvre. En 1913, son séjour à Paris lui permet de côtoyer les peintres cubistes et fauvistes. Cependant, sa peinture ne peut véritablement être rattachée dans son ensemble à une école ou à un mouvement. Certaines œuvres peuvent néanmoins se rapprocher de certains courants contemporains[Lesquels ?], ses créations, mosaïques, peintures ou illustrations, restant cependant toujours figuratives,.
Charles Humbert expose régulièrement dans son atelier ou dans le cadre d'expositions de la Société des amis des arts. Il refuse à plusieurs reprises l'opportunité d'exposer à Paris. Son cercle de mécènes et de commanditaires reste donc restreint. Bien introduit dans les milieux des industriels juifs de La Chaux-de-Fonds, il y bénéficie de nombreuses commandes. Dès 1912, le gouvernement socialiste de la ville met également en place une politique culturelle plus développée que précédemment, soutenant les artistes régionaux.
Charles Humbert est un artiste qui ne se limite pas à une technique. Il peint — notamment sur chevalet —, il réalise quelques œuvres monumentales, il dessine, il illustre et enlumine, et il exécute des mosaïques. Ses sujets également sont divers : portraits, natures mortes, paysages et compositions se retrouvent pour toutes les techniques.
Quelques œuvres picturales de Charles Humbert sont conservées dans des musées, notamment au musée des beaux-arts de La Chaux-de-Fonds.
La bibliothèque de La Chaux-de-Fonds abrite la peinture monumentale de la salle de chant de l'ancien gymnase peinte entre 1920 et 1925 par Charles Humbert. D'après André Sandoz, la décoration de la salle « est incontestablement la rencontre de deux volontés, celle du jeune artiste-peintre Charles Humbert […] et celle d'Auguste Lalive, professeur de mathématiques au Gymnase depuis la création de celui-ci en 1900, mais son directeur depuis 1918 seulement, enthousiaste à toute idée nouvelle en laquelle il voyait une amélioration possible, soit de la qualité de l'enseignement, soit du prestige de l'Établissement, qui explique la naissance, puis la réalisation du projet ». L'ensemble est composé de quatre panneaux marouflés, dont chacun évoque une activité culturelle. Chaque thème est animé de personnages parmi lesquelles des professeurs, des proches de Charles Humbert et de quelques personnalités de l'époque.

### Livres illustrés et enluminés
« Son amour du livre [en parlant de Charles Humbert], de la belle typographie, de la mise en page équilibrée le pousse à copier les pages de titre de centaines de livres anciens. » Charles Humbert va ainsi produire plusieurs ouvrages illustrés et enluminés.
Charles Humbert débute ainsi vers 1920 la calligraphie et l'illustration du Gargantua de Rabelais. L'ouvrage est constitué de quarante planches de 45 × 69 cm avec au milieu la transcription manuscrite du texte, d'une dimension de 25 × 39 cm, et tout autour des miniatures enluminées qui illustrent le passage. Charles Humbert peint à l'aquarelle avec des rehauts et il nous présente un monde foisonnant, fourmillant de détails, à l'image de l'univers de Rabelais.
Durant la même période, Charles Humbert illustre également l'Enfer de Dante. Il privilégie pour ce livre le dessin à l'encre et l'aquarelle pour accompagner la transcription manuscrite du texte original. L'original est constitué de 445 pages de 55 × 35 cm. Sur le même modèle, Charles Humbert calligraphie et illustre l'Après-midi d'un faune de Mallarmé en 1921. Constitué de 23 pages de 39 × 57 cm, le texte y est transcrit à la main et est illustré de dessins à l'encre. D'autres livres illustrés ont été réalisés par Charles Humbert, notamment L'Invitation au voyage de Baudelaire (1921), ou Le Retour de l'enfant prodigue d'André Gide (1922).

### RevueLes Voix(1919-1920)
Parue de juillet 1919 à août 1920, la revue mensuelle Les Voix a réuni autour d'elle une équipe symbole d'une génération. Le comité réunissait entre autres Jean-Paul Zimmermann, Madeleine Woog, Albert Jeanneret (frère de Le Corbusier), Lucien Schwob, Léon Perrin, André Pierre-Humbert, Marie-Louise Goering et Charles Humbert. La revue était consacrée aux peintres, sculpteurs, poètes, critiques et musiciens locaux. La revue est imprimée par la Maison Haefeli à La Chaux-de-Fonds. Son existence fut éphémère : douze numéros ont été publiés, vendue 2,50 francs pièce.
Un extrait du mot du comité de direction paru dans le premier numéro de juillet 1919 en donne le ton :

« Des voix se font entendre…Voix claires, voix graves, voix franches, qui ont quelque chose à dire et qui chercheront à le dire avec enthousiasme et sincérité. Elles donneront l'essor à l'inspiration, la vie et la forme aux pensées captives. Sûres de leur dictame, elles parleront au cœur des maisons le langage approprié aux choses de l'Art. […] Notre citée, longtemps méconnue, longtemps oubliée, longtemps muette aura sa voix. […] Les Voix feront foi de sa vitalité, de son mouvement artistique, de son intérêt pour tout ce qui répond à plus de beauté, à plus de bien-être. […] Notre credo? Être nous-mêmes. Dire la vérité qui est en nous. […] »

Chaque numéro est le fruit d'un travail minutieux. Ils ne contiennent que des textes originaux, notamment des poèmes et des nouvelles de la plume de Jean-Paul Zimmermann, de Lucien Schwob, de William Hirschy ou d'un autre auteur. De nombreuses reproductions d'œuvres des artistes collaborant à la revue sont présentées aux lecteurs. Celles-ci sont suivies de partitions musicales originales, œuvres d'Albert Jeanneret, et de chroniques. Ces chroniques discutent des dernières expositions, de livres, de théâtre et même de cinéma. En 1929, un numéro spécial est édité en hommage à Madeleine Woog, morte la même année. Ce numéro contient notamment une biographie de Madeleine Woog et un article sur l'exposition rétrospective organisée la même année à Neuchâtel.

## Le Fonds Charles Humbert
Les archives de Charles Humbert ont été achetées après sa mort par le contrôle des métaux précieux de La Chaux-de-Fonds au frère de Charles, Gaston Humbert. Ce fonds ainsi constitué a été vendu et déposé à la bibliothèque de la ville. Les documents ont été rassemblés et en partie classés par Maurice Favre, membre du contrôle des métaux précieux. Le fonds contient les archives privées de Charles Humbert, des œuvres picturales et une partie de la bibliothèque de Charles Humbert. Le fonds occupe environ 11 mètres linéaires.

### Archives privées
Les archives privées de Charles Humbert contiennent une grande variété de documents : notamment une correspondance riche, des cahiers de note, des croquis, des documents comptables, des articles de presse, etc. Ces différents documents donnent des renseignements sur la vie de Charles Humbert, ses activités, ses centres d'intérêt ainsi que sur son cercle d'amis et de commanditaires. Charles Humbert entretenait une correspondance riche. Celle-ci peut se diviser en plusieurs catégories : la correspondance avec la famille et les amis proches ; la correspondance avec les éditeurs, les mécènes, les institutions et autres commanditaires ; et les nombreux compliments envoyés à Charles Humbert pour ses œuvres. Cette correspondance, principalement passive, ne contient quasiment que les lettres reçues par Charles Humbert. Le contenu des lettres envoyées par Charles Humbert reste donc largement inconnu, ce qui créé certaines lacunes sur sa personnalité, son style d'écriture, ses avis, etc.

### La bibliothèque de Charles Humbert
Charles Humbert était un bibliophile : il possédait une collection de livres et d'incunables dont environ 3 000 pièces sont conservées à la bibliothèque de La Chaux-de-Fonds. Cette collection rassemble notamment :
- des livres portant sur les beaux-arts ;
- des critiques littéraires ;
- des éditions originales anciennes et modernes ;
- des classiques italiens du XVIe siècle ;
- des imprimés italiens et français du XVIe siècle ;
- des incunables ;
- des livres d'auteurs français des XIXe et XXe siècles, etc.

Lors d'un voyage en Italie avec Madeleine en 1921, Charles Humbert approche des libraires italiens. Il passe auprès de ceux-ci de nombreuses commandes. Pour preuve, les nombreux documents comptables des douanes italiennes pour l'exportation des colis ainsi que les divers envois, notamment de listes de livres, à Charles Humbert. Les archives privées conservent également de la correspondance et des imprimés provenant de librairies parisiennes françaises. Charles Humbert voyait le livre « comme véhicule de la pensée et comme objet. […] Charles Humbert a voué un soin amoureux à sa collection de livres ; il a répertorié, dans trois cahiers noirs, chaque ouvrage acquis, en en relevant l'auteur, le titre, le lieu d'édition, l'éditeur, la date […], et toutes les particularités qui le distinguent […]. Dans le livre même, il relève chaque passage, chaque illustration qui présentait un intérêt à ses yeux […]. »

### Fonds de la Bibliothèque de La Chaux-de-Fonds
- Fonds Charles Humbert. Correspondance 1910-1958 ; manuscrits ; imprimés ; photographies ; iconographie ; autres dossiers.
- Fonds Jean-Paul Zimmermann, 1890-1990. Correspondance de Charles Humbert à Jean-Paul Zimmermann 1917-1952.

### Littérature primaire
- Les Voix, revue mensuelle, La Chaux-de-Fonds : Haefeli, 1919-1920 [12 numéros].

### Littérature secondaire
- Charles Humbert 1891-1959. Illustrateur et bibliophile, bulletin écrit par Pierre-Arnold Borel, consulté le 18.09.2014.
- Françoise Colin, La bibliothèque d'art de Charles Humbert : artiste bibliophile chaux-de-fonnier, La Chaux-de-Fonds, Université de Neuchâtel (Mémoire de licence en histoire), 1991.
- Fernand Donzé, « Voix claires, voix graves, voix franches », Librarium, no II,‎ 1983, p. 100-113.
- Cathy Gfeller, Charles Humbert 1891-1958 : l'école d'art et la vie culturelle à la Chaux-de-Fonds dans la première moitié du XXe siècle, Université de Neuchâtel (Mémoire de licence en histoire de l'art), 1991.
- Cathy Gfeller, Charles Humbert 1891-1958 : Essai de catalogue. Œuvres monumentales et tableaux de chevalet, dessins, œuvres illustrées et meubles, Université de Neuchâtel (Mémoire de licence en histoire de l'art), 1991.
- Maurice Favre, « Charles Humbert artiste peintre (1891-1958) », dans Michel Schlup(dir.), Biographies neuchâteloise tome 4 (1900-1950), Hauterive, Éditions Attinger, 2005, p. 140-147.
- Maurice Favre (fils), Charles Humbert 1891-1958, La Chaux-de-Fonds, 2001.
- Françoise Frey-Béguin, « Le livre, objet de collection et source d'inspiration: la bibliothèque du peintre Charles Humbert », Librarium, no II,‎ 1991, p. 150-176.
- Anne Huguenin, La bibliothèque de Charles Humbert : Cataloguement et classement avec notice biographique, La Chaux-de-Fonds, 1971.
- André Sandoz, Salle Charles Humbert, Bibliothèque de la ville : personnalités chaux-de-fonnières, peintures allégoriques, La Chaux-de-Fonds, 1988.
- Sandrine Zaslawsky, Répertoire des fonds archivistiques de la Bibliothèque de la ville de La Chaux-de-Fonds : pour une utilisation des sources écrites, iconographiques et audiovisuelles, La Chaux-de-Fonds, 2007.

### Catalogues d'expositions
- Charles Humbert, 1891-1958, illustrateur et bibliophile. Catalogue d'exposition, Bibliothèque de la ville de La Chaux-de-Fonds, 23 mars au 31 juillet 1991.
- Charles Humbert, 1891-1958. Rétrospective. Catalogue d'exposition, Galerie des Mouettes, Lausanne, du 3 avril au 3 mai 1987. Lausanne: Galerie des Mouettes, 1987.
- Charles Humbert, 1891-1958. Tradition et modernité. Catalogue d'exposition, Musée des Beaux-Arts, La Chaux-de-Fonds, 2001. Textes d'Edmond Charrière, Louise Nordmann, Maurice Favre, Catherine Schaller.
- Charles Humbert, artiste peintre, La Chaux-de-Fonds, 1891-1958. Catalogue d'exposition, Musée des Beaux-Arts, La Chaux-de-Fonds, du 17 mars au 15 avril 1984.